# Pescincanna
Pescincanna (Pessincjàne in friulano, Pissincjàna in friulano occidentale) è una frazione del comune di Fiume Veneto, con una popolazione di circa 1.000 abitanti.
Il paese si trova a nord-est del capoluogo, a stretto confine con il comune di Zoppola, tant'è che il cimitero, una delle due chiese, la Pro Loco e le strutture sportive si trovano geograficamente sotto questo comune.

## Origine del toponimo
L'origine del toponimo della frazione è controversa, tuttavia secondo alcune interpretazioni il nome farebbe riferimento ad un luogo ricco d'acqua, e quindi, di pesci.
Il toponimo risulta infatti essere una possibile contrazione di pesci fra le canne e/o pesce in canna.
Un'interpretazione più attendibile attribuisce invece l'origine del nome della località ad una pianta, denominata nell'antico dialetto locale pisecjàn e in lingua friulana pissecjàn (tarassaco), utilizzata nella medicina popolare come stimolante per la diuresi.

## Monumenti e luoghi d'interesse

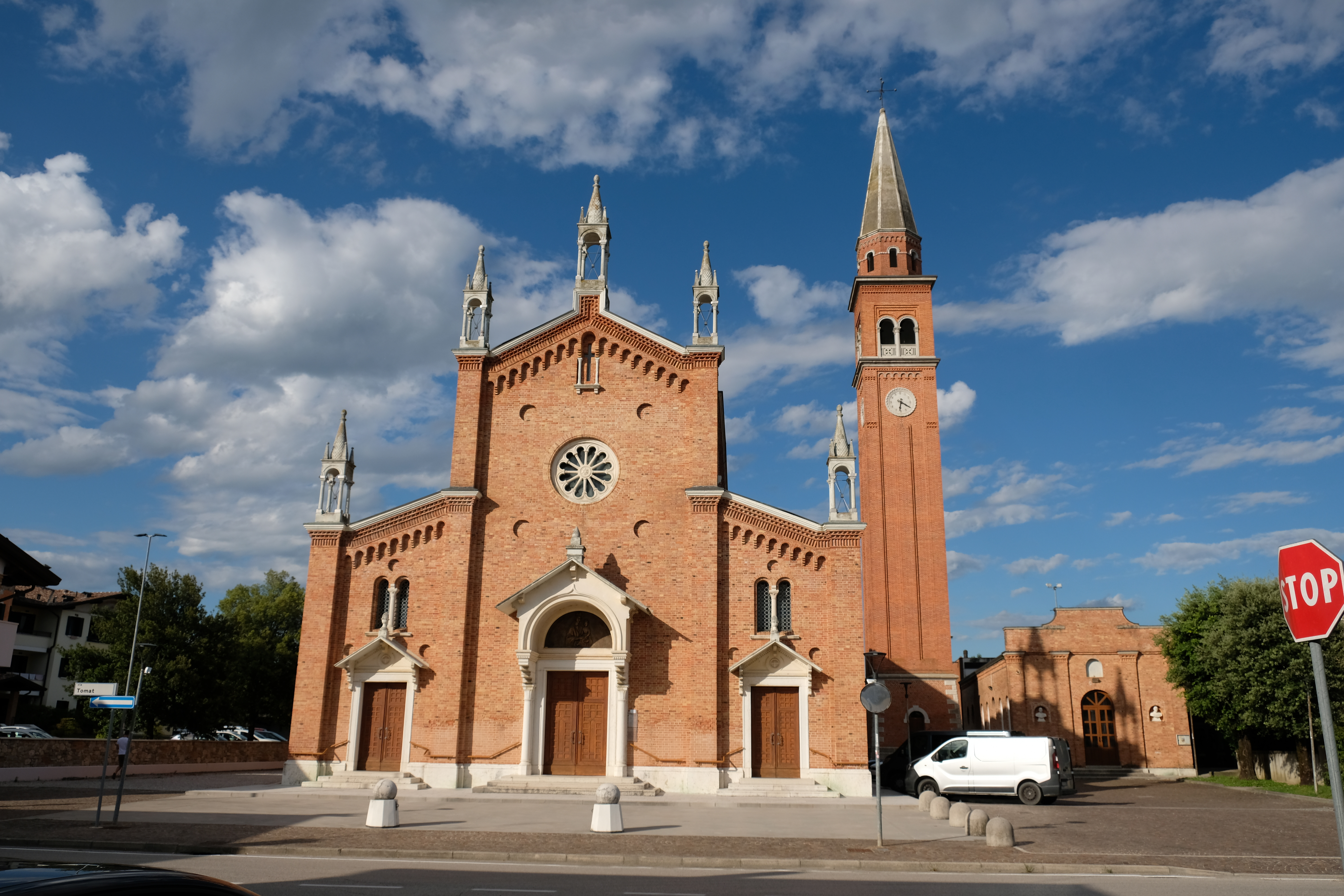
La chiesa di San Michele Arcangelo a Pescincanna

- Chiesa di San Michele Arcangelo (XX secolo)
- Antica Pieve (affreschi del XII secolo)

## Il dialetto locale
Il dialetto parlato nella frazione risente molto in questi ultimi anni dell'influenza del vicino capoluogo di provincia, dove è diffusa una parlata tipicamente veneta, che anche in questa frazione risulta essere quella generalmente più utilizzata (dialetto pordenonese). In alcuni nuclei familiari però è ancora diffuso l'utilizzo del friulano. Il friulano parlato nel paese, come quello dei comuni circostanti (Zoppola, Casarsa della Delizia, San Vito al Tagliamento), anch'esso in questi ultimi anni fortemente influenzato dalla parlata tipica di Pordenone, è il cosiddetto friulano occidentale o Concordiense, che costituisce una varietà linguistica dagli interessanti risvolti letterari, come nel caso di alcune opere minori di Pier Paolo Pasolini.

## Marzinis

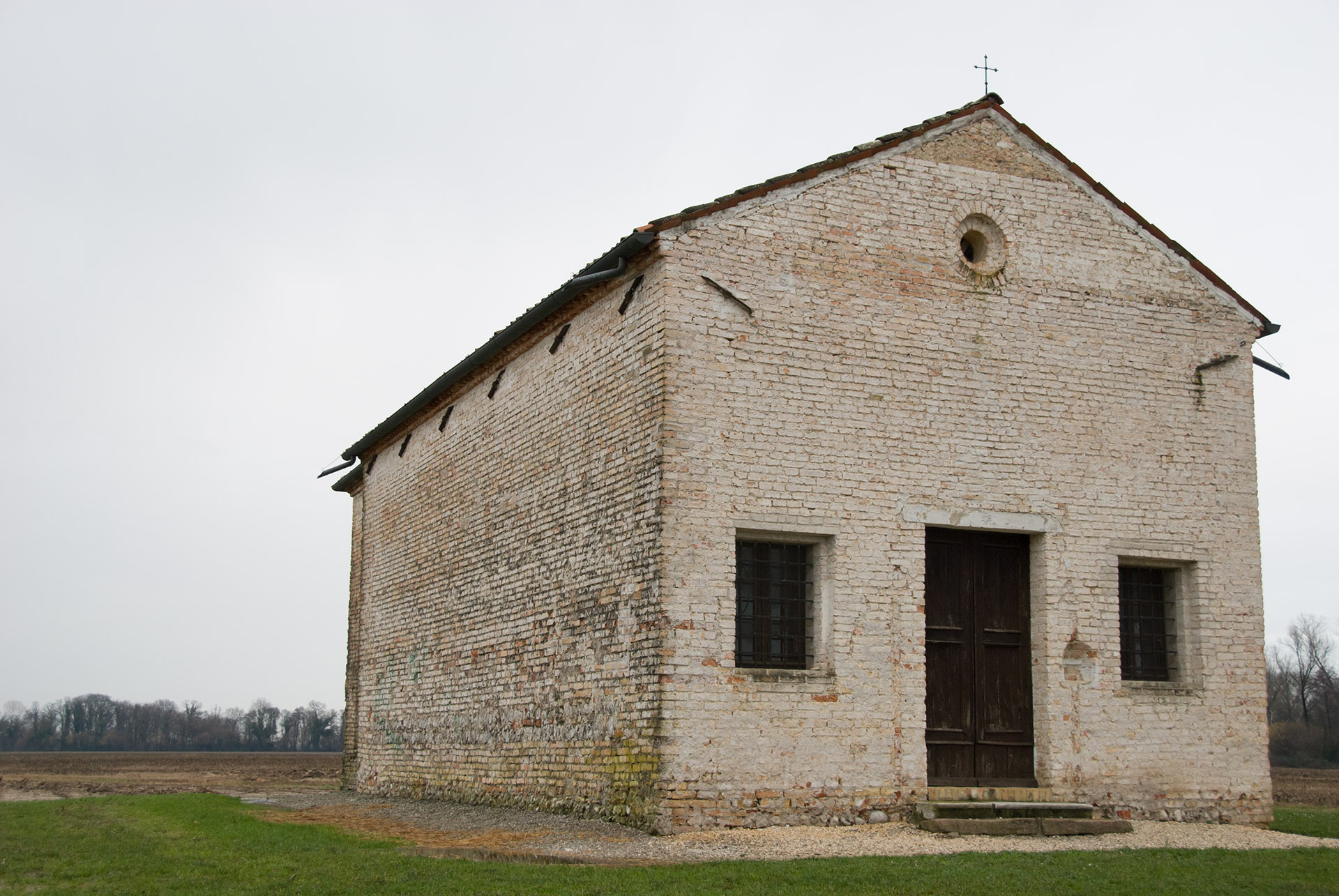
Chiesa di San Girolamo a Marzinis

La frazione di Pescincanna ingloba all'interno del proprio territorio anche la località di Marzinis, esempio di antico borgo rurale di fine '800 perfettamente conservato, nonostante l'abbandono pressoché totale del villaggio.